# Riada de Tenerife de 2010
La llamada Riada de Tenerife del año 2010 tuvo lugar el 1 de febrero de ese año (víspera de la festividad de la Virgen de Candelaria) afectando principalmente al Área metropolitana de Santa Cruz de Tenerife (Islas Canarias, España).
A diferencia de la gran riada anterior sufrida en Tenerife, es decir, la riada de 2002, la de 2010 no se limitó a la ciudad de Santa Cruz de Tenerife y sus áreas circundantes inmediatas sino que la potente borrasca atlántica afectó a prácticamente todas las Islas Canarias, aunque con mucha más incidencia en Santa Cruz de Tenerife. También, y a diferencia de lo ocurrido en 2002, la riada de 2010 no produjo víctimas mortales.

## Características
Durante la tormenta, se estima que cayeron 187 litros por metro cuadrado en Santa Cruz de Tenerife, en enclaves cercanos como San Cristóbal de La Laguna 270 litros en 24 horas y en Anaga 253 en 12 horas.
La tormenta provocó que gran cantidad de vecinos de la ciudad tuviesen que ser evacuados mientras que las calles, plazas y túneles quedaron anegados de agua. El fango resultante dejó inoperativas carreteras y establecimientos comerciales paralizando parte de la actividad económica de la ciudad. El temporal de lluvia y viento colapsó las principales carreteras y autopistas y mantuvo en alerta naranja a todo el archipiélago.
Apenas días después, el 18 de febrero, otro temporal que aunque de menor intensidad, produjo un apagón que afectó a toda la isla de Tenerife. Se produjo una caída en cadena de los grupos eléctricos de las dos centrales de la isla que produjo lo que técnicamente se conoce como un cero energético, es decir, un apagón total debido al desplome del suministro. Cinco horas después del apagón, se fue recuperando el suministro eléctrico. Este apagón fue duramente criticado en el terreno político, debido a que se consideró inaceptable que se produjese un apagón total en una isla con más de 900.000 habitantes.